# Atomorpha punctistrigaria
Atomorpha punctistrigaria là một loài bướm đêm trong họ Geometridae.